# 와키정 (도쿠시마현)
와키정(脇町)은 도쿠시마현의 서부 요시노강 유역 북안에 있던 정이다. 2005년 3월 1일 와키정, 아나부키정, 고야다이라촌과 합병해 미마시가 되었다.
아와쿠 성 중 하나인 와키 성의 성읍, 그리고 구더기 거리로 알려져 있다. 1889년의 정촌제 시행시에 도쿠시마현내에서 「정」이었던 2개의 자치체 중 하나이며, 합병 전에는 도쿠시마 현내는 고사하고 시코쿠 지방의 마을에서 유일하게 '마치'라는 읽는 방법이었다. 합병후에는 전부 '초'로 읽는다.

## 역사
- 1585년 - 이나다 우에모토가 성주로서 와키성에 입성하였다.
- 1879년 - 미마군 관공서가 설치되었다.
- 1889년 10월 1일 - 정촌제 시행에 수반해 와키정이 되었다.
- 1958년 3월 31일 - 에하라정, 이와쿠라정과 합병해 새로운 와키정이 설치되었다.
- 2005년 3월 1일 - 와키정, 아나부키정, 고야다이라촌과 신설 합병해 미마시가 되었다.

## 교통

### 철도
정내에는 철도노선이 설치되지 않아 제일 가까운 역은 시코쿠 여객철도 도쿠시마 선의 아나부키역을 경유했었다.

### 도로
- 도쿠시마 자동차도 - 와키 나들묵
- 국도 193호선
- 국도 377호선
- 국도 492호선